# Ceracrisoides lincangensis
Ceracrisoides lincangensis är en insektsart som beskrevs av Mao, B. 2001. Ceracrisoides lincangensis ingår i släktet Ceracrisoides och familjen gräshoppor. Inga underarter finns listade i Catalogue of Life.